# Jacqueline Chénieux-Gendron
 (avril 2023).
 (mai 2024).
Jacqueline Chénieux-Gendron, née le 19 novembre 1939 à Hommes et morte le 1er septembre 2022 à Paris,, est une femme de lettres française. 

## Biographie
Elle publie Le Surréalisme et le roman.
Sous le nom de Jacqueline Chénieux, elle a publié quelques contes dans la revue Le Nouveau Commerce, et elle a fondé et dirigé la revue Pleine marge (1985-2009), avec l’aide de deux surréalistes de la dernière génération, José Pierre et Jean-Michel Goutier, et le soutien, notamment, de Martine Colin-Picon.
Ses deux principaux ouvrages critiques, après réécriture sous de nouveaux titres, ont été publiés en 2014, chez Honoré Champion : Inventer le réel. Le surréalisme et le roman, ainsi que Surréalismes, L’esprit et l’histoire. Cependant, dès 2002, à l’occasion de la grande exposition La Révolution surréaliste au MNAM / Centre Pompidou, Werner Spies lui a confié la réalisation d’une anthologie critique parue chez Gallimard, Il y aura une fois, une anthologie du surréalisme.
En 2017, les 26 et 27 avril, elle a co-organisé avec Pierre Caye, philosophe, Directeur de recherche au CNRS, ainsi que Myriam Bloedé et Martine Colin-Picon, à la BnF et à l’INHA, et le soutien de nombreuses institutions, un colloque international intitulé Breton après Breton (1966-2016) Philosophies du surréalisme.
Directrice de recherche émérite au CNRS, après avoir été membre des commissions d’évaluation et du directoire de cette institution, entre 1975 et 1980, comme représentante des chercheurs, elle est depuis 2006 rattachée au laboratoire CRAL de l’école des hautes études en sciences sociales. Honorary Senior Resarch Fellow de l’Université de Londres (UCL).

## Publications

### Essais
- Inventer le réel. Le surréalisme et le roman, Honoré Champion, 2014, 770 p.
- Surréalismes, L’esprit et l’histoire , Honoré Champion, 2014, 376 p. ill.

### Direction et édition d’ouvrages collectifs
- Pensée de l’expérience, pratiques de l’expérimentation, sous la responsabilité de J. Ch-G., Peeters, Paris, 2005, 254 p.
- Regards/Mises en scène dans le surréalisme et les avant-gardes, sous la responsabilité de Claude Bommertz et J.Ch.-G. avec la collaboration de Myriam Bloedé, Peeters, Paris, 2000, ill., 340 p. Préface de J.Ch-G.
- Patiences et silences de Philippe Soupault, actes du colloque organisé J.Ch-G. par à la BNF en novembre 1997, avec des contributions internationales, L’Harmattan, collection Arts & Sciences de l’art, 2000, 310 pp.
- Portrait(s) de Philippe Soupault, collectif en co- responsabilité avec Mauricette Berne, Conservateur en chef à la BNF, et Bernard Morlino, éditions de la Bibliothèque Nationale de France, 1997, 320 p., nombreuses ill.
- Pensée mythique et surréalisme, collectif en co-responsabilité  avec Yves Vadé, Lachenal & Ritter, diffusion Peeters Louvain/Leuven, Belgique, 1996, 287 pages, 33 ill.
- André Breton, la poésie, numéro spécial de la Revue des Sciences Humaines, n° 237, 1995-1, comportant sept communications - 159 pages.
- Violence, théorie, surréalisme, collectif sous la responsabilité de J. Ch-G.et Timothy Mathews, Lachenal & Ritter, diffusion Peeters Leuven/Louvain, Belgique, 1994, 224 p., 17 ill.
- Nouveau Monde, autres mondes, Surréalisme et Amériques, collectif sous la responsabilité de J.Ch-G, Daniel Lefort et Pierre Rivas, Lachenal & Ritter, diffusion Peeters Louvain/Leuven, Belgique, 1994, 268 p., 33 ill.
- Jeu surréaliste et humour noir, dirigé par J.Ch.G. et Marie-Claire Dumas, Lachenal & Ritter, diffusion Peeters, Leuven/Louvain, Belgique, 1993, 329 p. ,30 ill.
- Lire le regard : André Breton et la peinture, collectif sous la responsabilité de J.Ch-G, Lachenal & Ritter, diffusion Peeters Leuven/Louvain, Belgique, 1993, 280 p., 30 ill.
- Philippe Soupault, le poète, ouvrage réuni par J.Ch-G., avec une préface d'Edmond Jabès, une bibliographie de Ph.Soupault, et un récit inédit du poète, Klincksieck, 1992, 394 p., cahier d'ill.:
- Du Surréalisme et du plaisir, collectif sous la responsabilité de J.Ch-G, José Corti, 1987, 276 p., cahiers d’ill.
- L’Objet au défi, collectif, J.Ch-G. et Marie-Claire Dumas éd, diffusion Presses Universitaires de

France, 1987, 168 p., 13 ill.

### Ouvrages-outils pour la recherche
- Le Surréalisme autour du monde, 1929-1947, par J. Ch-G. et al., CNRS éditions, 1994, quatre index. Présentation générale.

- Revues surréalistes françaises/Autour d’André Breton, 1948-1972, co-signé avec M. Bonnet, Kraus International Publications, Millwood, New York & London, England, 1982, quatre index.

### Éditions critiques
- Leonora Carrington, L’œuvre écrit, postface du tome 1 (Contes), Lyon, Fage éditions, 2020. Préface au tome 2, Récits, Lyon, Fage éditions, 2022.
- André Breton, Nadja, fac-similé du manuscrit de 1927. Édition à tirage limité, suivie d’une étude illustrée de Jacqueline Chénieux-Gendron et Olivier Wagner, Paris, BnF/Gallimard, 2019, 80 p.
- Guy Rosolato, Encrage psychiatrique et psychanalytique du surréalisme, édition de Jacqueline Chénieux-Gendron, préface de Patrick Merot, Paris, Honoré Champion, 2014, 236 p.
- Il y aura une fois, une anthologie du surréalisme, Paris, Gallimard, coll. « Folio », 2002 ; rééd. 2004, préface de Werner Spies, 754 p.
- Pierre Mabille, Conscience lumineuse conscience picturale, textes établis par Jacqueline Chénieux-Gendron et Rémy Laville, préface de J.C.-G., Paris, José Corti, 1989, 197 p., cahier d’ill.
- Leonora Carrington, Le Cornet acoustique, Paris, Garnier-Flammarion, 1983, avec une préface de J.Ch-G, suivie d'une biographie des œuvres de ce peintre et écrivain et d'une chronologie de sa vie et de son œuvre.